# ناحیه پاور اند لایت کانزاس سیتی

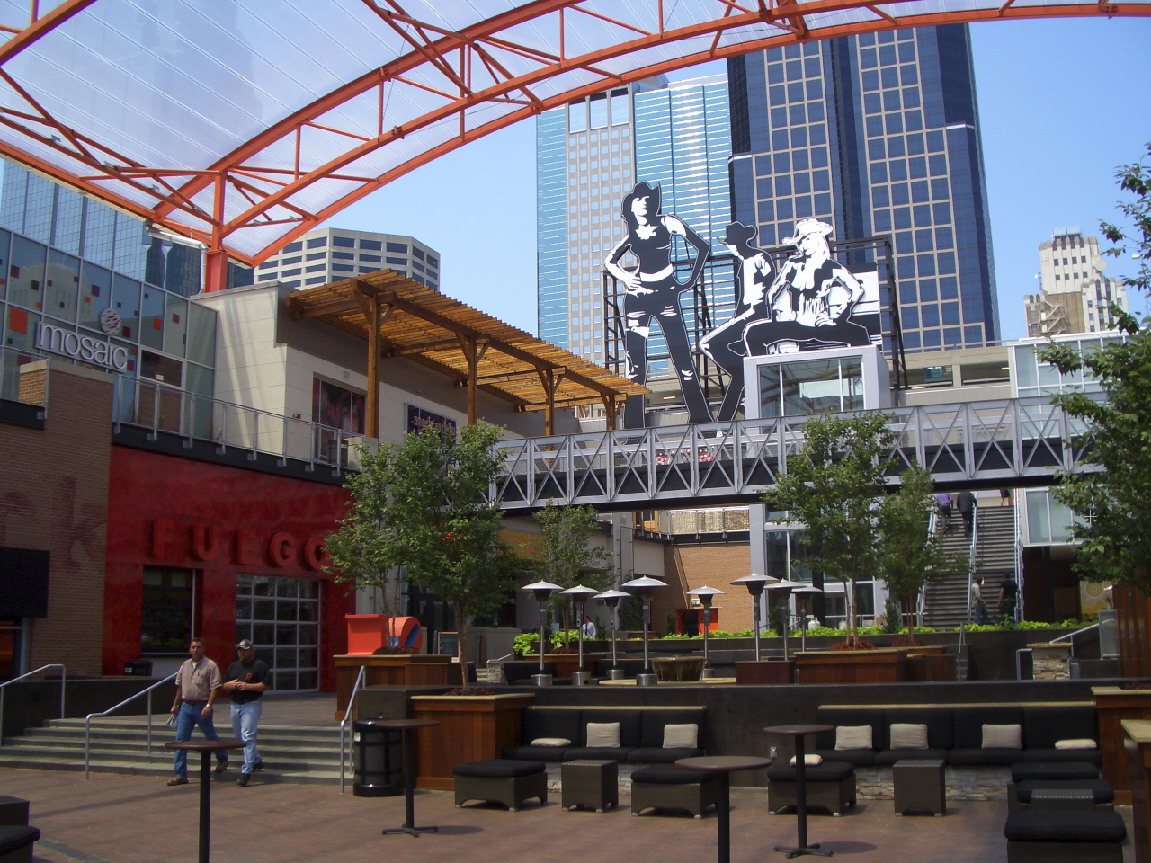

ناحیه پاور اند لایت (به انگلیسی: Kansas City Power & Light District) تأسیس ۲۰۰۴ نام یک منطقه در مرکز شهر کانزاس سیتی در کشور ایالات متحده آمریکا است.
این منطقه (یا محله) بسبب داشتن مراکز تفریحی متعدد دارای شهرت است. هر هفته کنسرتهای روباز نیز در اینجا برگزار می‌شود. اسپرینت سنتر در اینجا قرار دارد.